# Karel Rožánek
Karel Rožánek (* 28. března 1972 Konstantinovy Lázně) je český novinář a reportér, dlouholetý pracovník domácí redakce České televize, od července 2021 zahraniční zpravodaj České televize v Rusku.

## Život
Pochází z obce Konstantinovy Lázně na Tachovsku. V letech 1986 až 1990 vystudoval Gymnázium Tachov a následně v letech 1990 až 1995 Fakultu sociálních věd Univerzity Karlovy v Praze.
V březnu 1995 nastoupil do České televize, kde do roku 2020 působil jako reportér v domácí redakci. V březnu 2011 vnikla do prostor České televize Vojenská policie, která obsadila Rožánkovu kancelář kvůli dokumentům o exšéfovi armádní tajné služby Miroslavu Krejčíkovi. Ozbrojenci údajně hledali ztracený spis. Dokument však byl dávno odtajněn a odvysílán a Rožánek jej dle svých slov dávno vyhodil. V dubnu 2020 bylo rozhodnuto, že se stane zahraničním zpravodajem ČT v Rusku, kde vystřídá Miroslava Karase. Nicméně ještě na konci září 2020 uvedl, že v Moskvě vzhledem ke složité době (epidemie koronaviru) zatím nebyl. Post tak definitivně obsadil až v červenci 2021.
V roce 2019 se podílel na vzniku dokumentárního filmu Krvavý Bagrám režiséra Davida Slabého, snímek připomíná osudy tří padlých českých vojáků. Právě za reportáže o vojenské tematice mu ministryně obrany ČR Vlasta Parkanová udělila v roce 2008 nově zřízené Vyznamenání Zlaté lípy.